# Nuevo Morelos
Nuevo Morelos è una municipalità dello stato di Tamaulipas, nel Messico settentrionale, il cui capoluogo è la omonima località.
Conta 3.381 abitanti (2010) e ha una estensione di 303,12 km².
Il paese deve il suo nome a José María Morelos y Pavón, eroe della guerra d'indipendenza del Messico. Ha aggiunto la denominazione Nuevo dopo il distacco dalla municipalità di Antiguo Morelos.